# Barbara Spinelli
Pour les articles homonymes, voir Spinelli.
Barbara Spinelli (née le 31 mai 1946 à Rome) est une journaliste, écrivain et femme politique italienne.

## Biographie
Barbara Spinelli est la fille d'Altiero Spinelli et d'Ursula Hirschmann qui s'étaient connus à Ventotene durant l'exil de Spinelli et du mari d'Ursula, Eugenio Colorni. Elle commence sa carrière de journaliste en écrivant des articles pour Il Globo.
Elle fait partie des fondateurs du quotidien La Repubblica pour entrer ensuite en 1984-1985 au Corriere della Sera et à La Stampa, d'abord comme correspondante à Paris, où elle travaille et demeure, ensuite comme éditorialiste. En octobre 2010, elle revient chez La Repubblica. 
En mars 2013, après les élections législatives, elle lance une campagne, avec l'appui de MicroMega avec l'intention d'empêcher Silvio Berlusconi de devenir sénateur en raison du conflit d'intérêts, en faisant appliquer la loi no 361 de 1957.
Le 4 mars 2014 elle se porte candidate pour les élections européennes de 2014 sur la liste L'autre Europe avec Tsipras dont elle fait partie des garants. Le 25 mai 2014, elle est élue députée européenne dans deux circonscriptions mais elle renonce dans un premier temps à son élection, avant de décider d'accepter son mandat au Parlement européen (elle a été élue dans deux circonscriptions et doit donc opter pour l'une d'entre elles), où elle siège dès lors au sein de la Gauche unitaire européenne/Gauche verte nordique (GUE/NGL).
Le 10 mai 2015, elle annonce qu'elle quitte le mouvement L'Autre Europe avec Tsipras, cependant, elle continue de siéger au sein du groupe GUE/NGL, comme députée indépendante.

## Œuvres
- (it) Presente e imperfetto della Germania orientale, Rome-Bologne, Istituto affari internazionali-Il mulino, 1972.
- (it) Il sonno della memoria. L'Europa dei totalitarismi, Milan, Mondadori, 2001, 419 p. (ISBN 88-04-46657-X).
- (it) Ricordati che eri straniero, Magnano, Qiqajon, Comunità di Bose, 2005, 132 p. (ISBN 88-8227-171-4).
- (it) Una parola ha detto Dio, due ne ho udite. Lo splendore delle verità, Rome-Bari, Laterza, 2009, 86 p. (ISBN 978-88-420-9058-8).
- (it) Moby Dick, o L'ossessione del male, Brescia, Morcelliana, 2010, 121 p. (ISBN 978-88-372-2410-3).
- (it) Il soffio del mite. Beati i miti, Magnano, Qiqajon, Comunità di Bose, 2012, 128 p. (ISBN 978-88-8227-371-2).

## Récompenses
- Cavaliere di gran croce dell'Ordine al merito della Repubblica italiana « Di iniziativa del Presidente della Repubblica » — 6 avril 2005.
- Pour sa bataille en défense des droits civils, il lui a été attribué le 8 mars 2004 le prix « È giornalismo ».
- Elle a remporté le «  prix Ischia » comme journaliste de l'année 2006 pour l'information écrite.
- En 2007, elle obtient le prix international Ignazio Silone pour les essais.
- Elle a été récompensée comme docteur honoris causa par la faculté de sciences politiques de l'université du Piémont oriental.